# ورزشکاه بست دنکی
ورزشکاه بست دنکی (به لاتین: Best Denki Stadium) یک ورزشکاه فوتبال در ژاپن است که در هاکاتا-کو، فوکوئوکا واقع شده‌است.